# Čustvena zloraba na delovnem mestu
Izraz »zloraba« se nanaša na resne in dolgotrajne učinke na ljudi, ki so vidni iz pisnih ali ustnih opisov ljudi. Ta vedenja so navadno sovražna oz. nasprotna blagostanju žrtve zlorabe. Izraz »čustvena« pomaga ločiti fenomen od fizične, spolne zlorabe ali rasne sovražnosti; nanaša se tudi na to, kakšen vpliv ima na posameznikovo doživljanje in misli o samem sebi kot o delavcu na določenem delovnem mestu. V 80. in 90. letih prejšnjega stoletja se je začelo veliko pozornosti polagati na nasilje in zlorabo na delovnih mestih -  gre za tiste najbolj ekstremne forme fizičnega nasilja (umor na delovnem mestu, spolna zloraba…). V kasnejših 90. letih pa so se raziskave začele osredotočati tudi na takrat še bolj novo obliko nasilja, ki je pogostejša in ima podobne efekte kot fizično, spolno in rasno nasilje (rasizem). Izgleda pa, da je družbeno nekoliko bolj sprejemljiva. 
Koncept se že od samega začetka zelo povezuje s trpinčenjem oz. zlorabo na delovnem mestu na splošno. Ker sedanja opredelitev čustvene zlorabe najbolj poudarja vidik trajnosti neverbalnega nasilnega vedenja (glej 7 elementov, ki jih je opredelila Keashly v naslednjem poglavju), se zaradi tega lahko vsak od povezanih konceptov (nadlegovanje oz. zloraba na delovnem mestu, šikaniranje, družbeno "spodkopavanje"...) nekako uvrsti v definicijo čustvene zlorabe - vse dokler so ti fenomeni oz. koncepti trajni oz. dlje trajajoči.
Čustvena zloraba je izraz, ki vključuje sovražna besedna in nebesedno vedenja, ki niso eksplicitno povezana s seksualno ali rasno vsebino, ampak so namenjena pridobitvi spoštovanja od drugih. Primeri čustvene zlorabe so kričanje, uporaba zaničljivih vzdevkov, »tiho trpinčenje« (angl. »silent treatment«), prikrivanje pomembnih informacij, agresivni očesni stik, razširjanje negativnih govoric o nekom, impulzivni izbruhi jeze in zaničevanje osebe pred ostalimi sodelavci.Čustvena zloraba ni nov fenomen, saj nefizična sovražnost oz. nasilje obstaja odkar ljudje vstopajo v interakcije drug z drugim. Novejše je samo to, da se fenomen na delovnem mestu preučuje iz znanstvenega vidika.

## Koncept in definicija
L. Keashly in ostali so definirali čustveno zlorabo kot »sovražna besedna in nebesedna vedenja (izključujoč fizičen kontakt), ki jih izvajajo eden ali več ljudi proti drugemu, katerih namen je oslabiti drugega, da bi zagotovili večjo ubogljivost«. Harvey navaja tudi, da veliko povezanih konceptov, kot so trpinčenje, nadlegovanje in neprimerno ravnanje v resnici merijo zelo podoben interpersonalni oz. medosebni fenomen. Čustvene zlorabe so že dolgo razširjene na delovnih mestih, čeprav so se zanje uporabljali različni izrazi. Nanašujoč na Bussovo teorijo človeške agresije na delovnem mestu, viri kažejo, da najpogostejše oblike agresije niso fizične, ampak bolj besedne, pasivne in indirektne. Kasneje je L. Keashly, zaradi velike količine podobnih izrazov, opredelila 7 elementov oz. značilnosti, ki opisujejo čustveno zlorabo: 
1. besedno ali nebesedno (izključujoč fizični kontakt)  
2. ponavljajoče ali »vzorčasto« oz. strukturno  
3. nedobrodošlo in nezaželeno s strani žrtve oz. tarče 
4. kršitev standardov primernega vedenja do drugih 
5. škodljivo oz. povzroča psihološke ali fizične poškodbe žrtvi oz. tarči 
6. namera škodovati ali nadzorovati s strani akterja 
7. izkoriščanje pozicije moči akterija nad žrtvijo oz. tarčo  
V zadnjem času so aspekti ponavljanja (frekvenca), trajanja (skozi neko obdobje) in struktura (nabor vključenih vedenj) postali poglavitni razločevalni faktorji oz. lastnosti. Torej se danes čustvena zloraba nanaša na ponovljivo sovražno besedno ali nebesedno vedenje (izključujoč fizični kontakt), ki ga nekdo izvaja skozi neko časovno obdobje, tako, da negativno vpliva na žrtvino samopodobo (delovno in osebno). Pomembno je torej to, da gre za dolgotrajno nefizično sovražnost, ki povzroča škodo žrtvi. Tako lahko kar nekaj izrazov, ki se povezujejo s čustveno zlorabo (žaljivo nadziranje ipd.) uvrstimo v to kategorijo, v kolikor je dolgotrajno. 
Kako torej ločimo med konfliktom in nadlegovanjem oz. čustveno zlorabo? Harvey in Keashly menita, da se razlikujeta glede na to, ali se posameznik lahko brani, kar je vezano na moč. Konsistentno z nekatero literaturo, gre za konflikt takrat, kadar sta strani enakovredno sposobni braniti sami sebe. Za nadlegovanje gre takrat, ko je ena stran prikrajšana glede na drugo (glede na položaj, sposobnosti ipd.) in je očitna vloga vršilca nasilja in tarče oz. žrtve. Pri konfliktnih situacijah (razen pri zelo stopnjevanih) je mogoče doseči sporazum s pogovorom, ali morda s tretjo osebo (mediacijo), v kolikor je potrebna. Če te metode niso izvedene na samem začetku razvoja psihološkega nadlegovanja oz. nasilja (tj. preden se pojavi škoda in postanejo čustva intenzivna), pogajanja ali mediacija lahko vodita v še večjo škodo žrtve. Avtorja (Harvey in Keashly, 1997) verjameta, da obstajajo možnosti mediacije in da bi bilo potrebno raziskati kako maksimizirati njeno efektivno uporabo (pri psihološkem nasilju) ter se izogniti potencialnim tveganjem, ki bi se lahko pojavili z nepremišljeno uporabo le-te. 

## Merjenje čustvenih zlorab
Merjenje čustvenih zlorab še ni tako temeljito oz. dosledno kot bi si želeli, saj se zelo malo raziskav osredotoča na razvoj psihometričnih pripomočkov za merjenje le-teh. Obstaja nevarnost, da ne glede na to, da smo prepričani kaj merimo, ne moremo biti prepričani, da odnos, ki ga opazujemo med merjenji, pomensko odraža domneven konstrukt. 
Ne glede na to, da je veliko avtorjev poskušalo jasno definirati čustveno zlorabo, se je le malo objavljenih del posvetilo veljavnosti merjenja le-te. Težave merjenja so se pojavile tudi na drugih področjih dela v organizaciji, med njimi tudi pri spolnih zlorabah, ki so povezane s čustvenimi. Glede na to, da čustvena zloraba vključuje veliko različnih vedenj, njeno merjenje vsebuje tudi slabosti. Znan merski pripomoček čustvene zlorabe in različne verzije Workplace Agression Research Questionnaire (WAR-Q) so zelo dolgi – gre namreč za 60 in več postavk, za to se pojavlja vprašanje, kako praktično je to. Ker je mogoče, da gre pri čustveni zlorabi za součinkovanje različnih konstruktov, bi s krajšanjem merskih pripomočkov oz. izločanjem postavk postala vprašljiva zadostnost krajše verzije. 
Harvey in Keashly opredeljujeta čustveno zlorabo kot subjektivno izkušnjo (za razliko od spolnega in rasnega nasilja) in posledično L. Keashly izpostavlja težavo glede tega. Poudarja namreč, da je merjenje mnogokrat osredotočeno na žrtvino perspektivo. V teoriji pa so prepoznane različne perspektive – s strani »akterja« oz. izvajalca zlorabe, tako kot tudi s strani tretje osebe. 

## Predhodniki čustvene zlorabe
Veliko je osredotočanja na definicije čustvene zlorabe na delovnem mestu in njene posledice. Kakorkoli, malo je napisano o tem, kaj prispeva k nastanku takšnih vedenj na delovnem mestu. 
Leyman navaja, da so značilnosti, kot so striktna hierarhična ureditev organizacije, avtoritarni stil vodenja in slaba komunikacija znotraj delovne ekipe, faktorji tveganja za nasilna vedenja. Baron in Neuman sta izvedla prvo empirično študijo, ki govori o odnosu med pogoji v organizaciji in pogostostjo različnih oblik agresije na delovnem mestu. Ugotovila sta, da več kot se v nekem časovnem obdobju v organizaciji pojavi pomembnih sprememb (zmanjševanje plače ipd.), bolj pogosto se pojavlja agresija na delovnih mestih. 
Pomembno pa je tudi vprašanje, kdo so tisti ljudje, ki izvajajo takšna dejanja oz. vedenja. Te osebe imajo pogosto večjo moč kot žrtve – s tem pa je lahko povezan tudi spol akterja. L. Keashly in ostali niso našli nobenih razlik v omenjenem vedenju med spoloma. Prav tako spol akterja ni vplival na žrtvino zaznavo nasilnega vedenja. 
Zanimivo bi bilo tudi več pozornosti posvetiti vršilcu nasilja samemu, saj se - kot že omenjeno – večina raziskav ukvarja s perspektivo žrtve. Problem je prepoznati in poiskati akterje ter potem dobiti informacije o njihovem razumevanju vedenja. Seveda je ne preveč verjetno, da bi ljudje sami priznali dejanje ali se celo zavedali, da so se vedli nasilno oz. agresivno. Eden način je, da žrtve iz nekega delovnega mesta »nominirajo« osebo zaradi nekega vedenja. Na primer, vsakih nekaj let, Fortune Magazine objavi članek na temo »toughest bosses« v Ameriških korporacijah. Ljudje so potem intervjujani o njihovih šefih in vedenjih, ki se jim zdijo agresivna. Potem je tudi šef povprašan o njegovih komentarjih in odzivih, v kolikor je to mogoče. Druga metoda bi lahko bila lestvica (z več postavkami), na kateri bi zaposleni odgovarjali glede na to, ali so že bili kdaj vpleteni v agresivna vedenja in kakšne so bile posledice le-teh (Keashly, 1997). Čustveno zlorabo lahko izvaja kdorkoli v organizaciji (ali izven nje), ampak so specifična vedenja in stopnja teh vedenj odvisni od statusa vršilca dejanja. Na primer, L. Keashly in Neuman sta ugotovila, da ko so bili delavci in nadrejeni enako sovražni do sodelavcev, je bilo vedenje s strani nadrejenih zaznano kot bolj škodljivo. Menita, da se omenjeno pojavlja za to, ker imajo nadrejeni večjo moč kaznovati ali odreči pomembno nagrado. To ne pomeni, da sodelavčevo neprimerno ravnanje ni škodljivo, ker je. Moč sodelavcev namreč ne izhaja iz zmožnosti kontroliranja nagrad in kaznovanja, ampak iz zmožnosti zadrževanja pomembnih informacij za delo zase ali razširjanje govoric, ki povzročajo škodo. Zaradi tega je pomembno, da se preučevanje zlorab oz. nasilja na delovnem mestu osredotoča tako na sodelavce, kot tudi nadrejene. Kot rečeno, se moč pojavlja v različnih oblikah. 

## Odzivi žrtve na čustveno zlorabo
Pomemben element pri raziskovanju in razumevanje čustvene zlorabe na delovnem mestu je odziv žrtve na zlorabo. Od tega je lahko odvisno tudi kako žrtev doživi zlorabo samo. Nekatere raziskave so se osredotočile na iskanje informacij o tem, kako so se žrtve odzivale na epizode zlorab. Ti odzivi vključujejo, da:  
- žrtev ne naredi ničesar, da ignorira oz. se osebi izogiba, 
- se pogovori z ostalimi in išče podporo ter rešitve, 
- išče izhod iz situacije – da odpoved, prosi za premestitev, izostaja od dela… , 
- išče pozitivne vidike v nasilnežu in situaciji , 
- se sooča s kljubovanjem, postavljanjem zase ali grožnjami akterju , 
- posreduje tako, da vloži pritožbo, govori z nadrejenimi ali prepriča sodelavce, da oni govorijo z akterjem oz. nasilnežem , 
Iz opazovanja žrtvinih odzivov, lahko izpostavimo dve zanimivi ugotovitvi. Prva je ta, da je najpogostejši odziv, o katerem so poročale žrtve čustvenega nasilja ta, da niso naredile nič– kar zagotovo ne more spremeniti situacije. Druga pa je ta, da je le malo žrtev o nasilju sploh povedalo. Glavni vzrok naj bi bil, da osebe ne verjamejo, da bi se karkoli storilo v smeri pomoči oz. da bi bila dejanja nesmiselna in ne bi pomagala. Prav tako se žrtve nasilja bojijo, da bi prijava čustvene zlorabe, le-to v prihodnosti še bolj vzpodbudilo zaradi maščevanja. 
Žrtve izbirajo odziv glede na zaznano kontrolo oz. moč, da situacijo spremenijo. Višja kot je stopnja zaznane kontrole, bolj verjetno bo žrtev aktivna in direktna pri soočanju s situacijo. Zaznana kontrola pa je odvisna od vzročnih atribucij glede dogodka samega ter od stopnje individualnih in organizacijskih dostopnih virov. Primeri individualnih virov vključujejo samozavest in edinstvene sposobnosti za delo. Pod organizacijske pa lahko spadajo: supervizijska podpora, prisotnost delovnih pravil oz. načel, položaj žrtve v hierarhiji in varnost na delu. Torej, tarče bolj verjetno ukrepajo, v kolikor zaznavajo, da so oni vzrok vedenja in/ali imajo dostopne vire za ukrep. Ni empiričnih dokazov, ki bi podpirali to hipotezo, vendar je poznavanje teh podatkov pomembno za razumevanje dinamike nasilnih situacij. 

## Posledice
Razlog, da je čustvena zloraba velikokrat spregledana je pogosto ta, da ni vidnih fizičnih sledi, ki bi dokazovale, da gre za čustveno zlorabo. Le-ta pa je lahko prav tako škodljiva, včasih morda še bolj uničevalna, saj posledice segajo v človekovo psiho. Namesto fizične bolečine, človek ostane s čustveno bolečino in strah lahko traja dlje časa. Učinki oz posledice so sledeči: 
- Čustvena zloraba niža človekovo samopodobo (ki je verjetno nižja že na samem začetku zlorabe) – ljudje so lahko tarče čustvene zlorabe zaradi tega, ker se počutijo manj vredne, dvomijo vase in jim primanjkuje samozavesti. Ko začne nekdo nad njimi izvrševati zlorabo oz. nasilje, se ta oseba začne počutiti še manjša, saj so njegove predstave o samem sebi potrjene. 
- Ponavljajoča čustvena zloraba lahko preoblikuje predstavo o samem sebi – konstantna izpostavljenost čustveni zlorabi ima učinek, da začne oseba verjeti tem neresničnim govoricam, obsodbam. 
- Zaradi čustvene zlorabe žrtev začne kriviti sebe – na neki točki se zlorabljena oseba začne spraševati, zakaj se to dogaja prav njej. V kolikor je učinek čustvene zlorabe velik, in postane globoko vkoreninjen v psiho zlorabljene osebe, žrtev začne kriviti sebe za vse. Na koncu bo morda prišla do točke, kjer bo menila, da si vse to zasluži. 
- Čustvena zloraba lahko povzroči trajno travmo – psihološka travma je najslabši rezultat, ki se lahko zgodi zaradi čustvene zlorabe. Žrtev lahko trpi zaradi anksioznosti, kronične depresije ali celo post-travmatične stresne motnje. 
- Čustvena zloraba lahko vodi k drugim, bolj resnim obolenjem – ko se človek več ni sposoben spoprijemati s čustvi, ki jih čuti, se začne odzivati njihovo telo. Stres in travma, ki se pojavita s trajno izpostavljenostjo čustveni zlorabi lahko vplivata na telo in pojavi se lahko veliko različnih bolezni. 

## Kako reagirati?
V primeru čustvenega nadzora (obtožbe, neprimerni vzdevki, tiho trpinčenje, javno sramotenje) je pomembno, da žrtev ostane mirna in osredotočena, govori z vršilcem čustvene zlorabe s samozavestjo in racionalnostjo; če se agresija še vedno nadaljuje, je čas, da oseba to sporoči dejanja nadrejenim.
V primeru izoliranosti (izključenost iz družbenih dogodkov, neobveščenost o pomembnih sestankih, nasprotovanje vsemu, kar žrtev predlaga, ignoriranje s strani ostalih in posledično nižja samopodoba ter počutje, da zaposleni ne spada na to delovno mesto) zaradi čustvene zlorabe, je pomembno, da žrtev vzpostavi neposredni dialog z vršilcem čustvene zlorabe (vpraša, zakaj se tako obnaša in prosi, da neha). V kolikor sama sebi ne zaupa, da lahko pristopi vršilcu, lahko uporabi pristop »nevtralne zabave« (prosi sodelavca ali nadrejenega, da se on pogovori z nasilnežem).
V primeru zastraševanja na delovnem mestu, naj žrtev premisli o morebitnih uradnih pritožbah in se postavi zase (če ne upa sama, preko sodelavca); lahko tudi vključi svojega nadrejenega.
V kolikor je žrtev deležna groženj, naj ne prepusti strahu, da jo vodi (se zbere, preden pokaže reakcijo na grožnjo), naj premisli o možnosti uradnih pritožb, naj naredi seznam ljudi v podjetju, ki so nevtralni in ne zavzemajo strani ter se poskusi pogajati (v kolikor so izrečene zahteve brez vzroka) in skleniti kompromis.
Pri »ekonomskem nadzoru« (izsiljevanje, nepravično ravnanje z zaposlenimi), naj žrtev o tem obvesti višje zaposlenega ter ohrani nivo in stopnjo kakovosti dela. 
V kolikor gre za izkoriščanje s strani nadrejenih (tretiranje zaposlenih kot da so sužnji, zavračanje plačila, kritiziranje brez razloga, izbiranje najljubših delavcev in zaničevanje ostalih, pripisovanje veliko dela osebi, ki mu ni všeč…), naj se žrtev nauči reči "ne", to sporoči komu drugemu od nadrejenih ali uporabi uradno pritožbo.
V kolikor pride do minimiziranja, zanikanja, otepanja krivde s strani vršilcev… je pomembno, da žrtev nikoli ne prevzame krivde za dejanja druge osebe, saj je to njihov namen. Ko se žrtev sooča z vršilcem dejanja, je priporočena prisotnost mediatorja. Pomembno je, da žrtev ostane mirna, ko se pogovarja z vršilcem čustvene zlorabe.
Glede pravnih postopkov so informacije dostopne v Zakonu o delovnih razmerjih.